# 彭元祚
彭元祚（？—17世紀），字公錫，號赤霞，江西臨江府清江縣籍應天府溧阳县人，明朝政治人物。

## 生平
彭元祚是萬曆八年進士彭而珩的兒子，天啟四年（1624年）中舉人，崇禎七年（1634年）成進士，吏部觀政，九年獲授天台知縣。他個性孝友，為人剛正，不避權貴，縣內有人把持馬夫差役，令民眾受累；他毅然棄官為民請命，朝廷得知後將該人正法，令彭元祚復任知縣

## 家族
曾祖彭澡，選貢、嚴州府推官；祖父彭惟亨，南京兵部职方司郎中；父彭而珩，庚辰進士、南京御史。

## 引用
1. 1 2  同治《清江縣志·卷八·人物志上》：彭元祚，字公錫，號赤霞，崇正甲戌進士，任天台令。性孝友，為人嚴毅，不避權貴，時縣有逆紳把持夫馬甲差徭，小民受累；元祚抗節不阿，棄官叩閽為民請命，事聞下逆紳於理，敕令復任。 府志
2. ↑  同治《清江縣志·卷七·選舉志》：天啟四年甲子（舉人） 彭元祚 而珩子，進士
3. ↑  《崇祯七年甲戌科进士履历便览》：彭元祚，曾祖澡，选贡、推官；祖惟亨，南兵部郎中；父而珩，庚辰進士、御史。赤霞，春秋房，丙申年七月十二日生，清江籍溧阳人，甲子二十九名，会二百六十八名，三甲二百一名，吏部政，丙子授天台知县，庚辰考察。